# Histoire du chômage en France
L'histoire du chômage en France désigne l'évolution du chômage français, des politiques de l'emploi et des définitions du chômage en France.

## Ancien Régime
Le chômage n'apparaît pas, sous l'Ancien Régime, comme un phénomène spécifique, et n'est pas « traité » par des politiques publiques. Les chômeurs font partie des indigents. Les ouvriers au chômage doivent trouver les moyens de leur subsistance par eux-mêmes, ou demander le secours aux institutions religieuses qui accueillent les démunis. Il existe également un chômage saisonnier.
Le chômage augmente à la veille de la Révolution française. Dans les années 1780, les tisserands de coton connaissent une concurrence anglaise, où la mécanisation est plus forte ; aussi, la récolte de la soie est mauvaise en 1787, et Lyon compte alors environ 30 000 chômeurs. Certaines estimations indiquent qu'il y aurait un taux de chômage de 50 % dans l'industrie en 1789. Il est estimé qu'à cette date, 10 % environ de la population rurale mendiait, équivalant à 2 millions de personnes sans travail.

## Révolution française et Première République
Les gouvernements révolutionnaires successifs cherchent à résorber le chômage, notamment à Paris, où il est perçu comme un facteur d'instabilité politique. Le chômage baisse avec l'enrôlement dans le cadre des guerres révolutionnaires. 

## Premier Empire
Le chômage fluctue sous le Premier Empire. Il augmente du fait des guerres napoléoniennes. Sur les 60 000 ouvriers parisiens en 1811, 12 000 sont sans emploi. Toutefois, Napoléon Ier soutient les filatures lyonnaises, qui passent de 37 en 1799 à 272 en 1814, avec une multiplication par trois à Lyon. Le chômage est traité par Napoléon comme d'un problème d'ordre public. 

## Restauration et Monarchie de Juillet
Sous la monarchie de Juillet, le chômage augmente dans les grands centres urbains industriels tels que Lyon.

## Deuxième République
Lorsque la Deuxième République est proclamée, il y a environ 7 millions de personnes sans emploi en France, selon les calculs d'Alfred Sauvy.
Le régime épouse, à ses débuts, plusieurs revendications sociales et ouvrières. Les Ateliers nationaux sont créés pour fournir du travail aux chômeurs. Ces ateliers emploient quelques dizaines de milliers de chômeurs. Victor Hugo défend la création de mécanismes d'assistance pour que les chômeurs puissent vivre dans des conditions dignes. Le chômage atteint, dans les mois qui suivent la révolution, entre 30% et 60% à Paris,.
La colonisation de l'Algérie est utilisée comme un moyen de réduire le chômage métropolitain. Le 19 septembre 1848, un crédit de 50 millions de francs est accordé par le Parlement pour envoyer 13 500 colons ouvriers en Algérie.

## Second Empire
La Guerre de Sécession aux États-Unis provoque une augmentation du chômage en France. Le blocage des ports des États confédérés par l'Union empêche l'approvisionnement de coton en France. Cela déprime l'activité, ainsi qu'au Royaume-Uni. 350 000 ouvriers environ perdent leur emploi du fait de la « disette du cotton ». 
Le Second Empire est une période de chômage faible. 

## Troisième République
Le chômage n'est comptabilisé statistiquement qu'à partir de 1896. En 1894, une enquête menée par l'Office du travail indique que le chômage (total ou partiel) touche environ 10% des ouvriers.
La Grande Dépression, causée par le krach boursier de 1929, provoque une récession en France. Elle fut toutefois plus faible que chez les pays occidentaux, car l'économie française restait rurale et protégée par des barrières douanières. Le chômage augmente toutefois à partir de 1931. Il touche durement le secteur du luxe, qui connaît à cette époque une augmentation de 10 000 chômeurs. On dénombre officiellement 426 500 chômeurs en 1935, mais le chiffre est probablement sous-évalué. Il cache la sortie de 1,7 million de travailleurs de la population active. Jean Lhomme estime ainsi le nombre de chômeurs à 2 millions sur 12,5 millions de travailleurs. Gérard Noiriel estime que 330 000 femmes sont licenciées entre 1931 et 1936, principalement dans le textile et la métallurgie. 
En mars 1936, le nombre de chômeurs est officiellement de 864 000 personnes. Le taux de chômage de l'époque est estimé à 10,1%, soit légèrement moins que l'Allemagne (10,3%), et moins que le Royaume-Uni (12,5%) et les États-Unis (13%).

## Régime de Vichy
Le régime de Vichy craint que le chômage provoque une agitation sociale dans le pays,. Il crée un Commissariat à la lutte contre le chômage le 11 octobre 1940. A l'automne 1940, il y a environ un million de chômeurs en France. Des jeunes chômeurs sont envoyés dans les Chantiers de la jeunesse française. Le gouvernement renforce des mesures antérieures, tel que le contrôle de la main d’œuvre étrangère et le chômage partiel.

## Libération et Quatrième République
Le chômage n'est pas une préoccupation du gouvernement provisoire de la République française, car la France est à l'époque en manque de main d’œuvre. Les politiques sociales du régime, qui créent et fortifient la sécurité sociale française, prennent toutefois en compte la possibilité du chômage.
Le chômage commence à augmenter à nouveau dans les années 1950. En 1954, il y a 192 000 chômeurs en France. Ils ne sont plus que 81 000 au premier trimestre 1958.

## Cinquième République

### Trente glorieuses
Afin de traiter le chômage, Charles de Gaulle crée le régime d'assurance chômage en décembre 1958. Il est dédié aux salariés de l'industrie et du commerce et est signé par les partenaires sociaux. 
La croissance du nombre de chômeurs durant les années 1960 incite le gouvernement à mettre en place des politiques publiques pour lutter contre le chômage. En 1962, il y a 200 000 chômeurs. En 1967, le chômage atteint 500 000 personnes, et le gouvernement crée l'Agence nationale pour l'emploi en 1968. En 1970, il y a 300 000 chômeurs.

### De la fin des Trente glorieuses à la crise économique mondiale
Le taux de chômage français augmente rapidement après les chocs pétroliers. 
Dès 1967, après la guerre des 6 jours, les pays arabes sanctionnent la prise de Jérusalem et un premier choc intervient. Celui ci se produit sous l'effet conjoint d'une importation inédite et massive de pétrole par les États-Unis pendant que la France de Pompidou se met à la "bagnole" et au chauffage au fuel. Le chômage qui se maintenait entre 1,4 et 1,6 % (selon les tableaux de Madison) explose pour la première fois à 2,6 %, passant de 240 000 à 500 000 chômeurs. La France, deuxième puissance mondiale depuis 1963 (voir graphique de l'évolution selon le site Koreus), après les USA, recule au quatrième rang. Le Japon et l'Allemagne la dépassent définitivement dès 1968. Le chômage devient la variable d'ajustement de l'économie française. Ainsi, à chaque soubresaut, le taux de chômage augmente désormais.
En 1974, après un nouveau choc pétrolier dû à la guerre du Kippour, il est de 5 %, et en 1977, le million de chômeurs est atteint. Si l'emploi total continue de croître d'environ 50 000 emplois par an, cela ne suffit pas pour absorber la hausse de la population active, qui est de 200 000 personnes par an durant ces années.
Nouveau choc pétrolier dû à la crise iranienne : de 5,9% en 1979, il passe à 8,1% en 1982. L'année précédente, le million et demi de chômeurs a été atteint. Il augmente à 9,7% et deux millions de chômeurs en 1984. Entre 1981 (7,1%) et 1986 (10,2%), le chômage a augmenté de 44% en France en variation relative, contre 62% en Allemagne, 17% en Grande-Bretagne, 23% au Japon, et -6% aux États-Unis.
Le chômage atteint un apogée en 1987, avec 10,5%, avant de refluer à 9% en 1990. L'économie se trouve alors au sommet de son cycle. Il réaugmente à 10,4% en 1992. En 1993, les trois millions de chômeurs sont atteints. Le sommet a lieu entre 1993 et 2000, où le taux est supérieur à 10 % en moyenne. La France n'est alors pas une exception, car l'Italie ne passe pas sous la barre des 11 % entre 1994 et 1999, ainsi que l'Allemagne sous 10 % entre entre 1995 et 2000.
Entre 1997 et 2001, la conjoncture favorable permet de faire baisser le taux de chômage de 3,2 points, pour l'établir à 7,7 %. 

### De la crise économique mondiale à la crise sanitaire
Le creux du taux de chômage est atteint au premier trimestre 2008, à 7,1 %. Toutefois, le déclenchement et la propagation de la crise financière de 2007-2008 fait augmenter le taux de chômage, avec un pic à 10,5 % au premier trimestre 2015, soit 3,49 millions de personnes pour les chômeurs de catégorie A.
Sous la présidence de François Hollande, des lois de flexibilisation du travail sont votées, avec des résultats mitigés. 
Sous la présidence d'Emmanuel Macron, le chômage continue la lente décrue entamée à la fin du mandat de François Hollande, et atteint un point bas autour de 8,5 % en 2019. La crise économique liée à la pandémie de Covid-19 provoque toutefois une destruction sans précédent d'emplois (-700 000) au premier semestre 2020, dont -200 000 emplois dans l'intérim. Le nombre de demandeurs d'emplois augmente de 500 000 au premier semestre 2020.
La mise en place de dispositifs tels que le chômage partiel permet toutefois de la contenir la hausse du chômage. 14,6 millions de salariés en bénéficient entre mars et septembre 2020.